# Isluga
L'Isluga est un volcan du Chili situé à sept kilomètres à l'ouest de la frontière avec la Bolivie. Il se présente sous la forme d'un stratovolcan culminant à environ 5 550 mètres d'altitude. Juste à l'ouest de son sommet se trouve un cratère de 400 mètres de diamètre. Sa dernière éruption s'est produite en 1913 bien qu'une autre se serait produite en 1960.
Il est situé à l'intérieur du parc national Volcán Isluga.